# Musson
Pour les articles homonymes, voir Musson (homonymie).
Musson (en gaumais Mson, en luxembourgeois Ëmsong, en allemand Emsong) est une commune francophone de Belgique située en Région wallonne dans la province de Luxembourg, ainsi qu’une localité où siège son administration. La commune a connu sa période de gloire entre les XIXe et XXe siècles grâce à son usine sidérurgique.
Elle fait partie de la Lorraine gaumaise et des 25 communes de l'Agglomération transfrontalière du pôle européen de développement.

## Géographie

### Situation
La commune est située à l'extrême sud de la province de Luxembourg. Les villages de Musson, Baranzy, Mussy-La-Ville et Signeulx sont limitrophes de la France. L’hôtel de ville s'appelle d’ailleurs « mairie » et le bourgmestre est un « maire ».

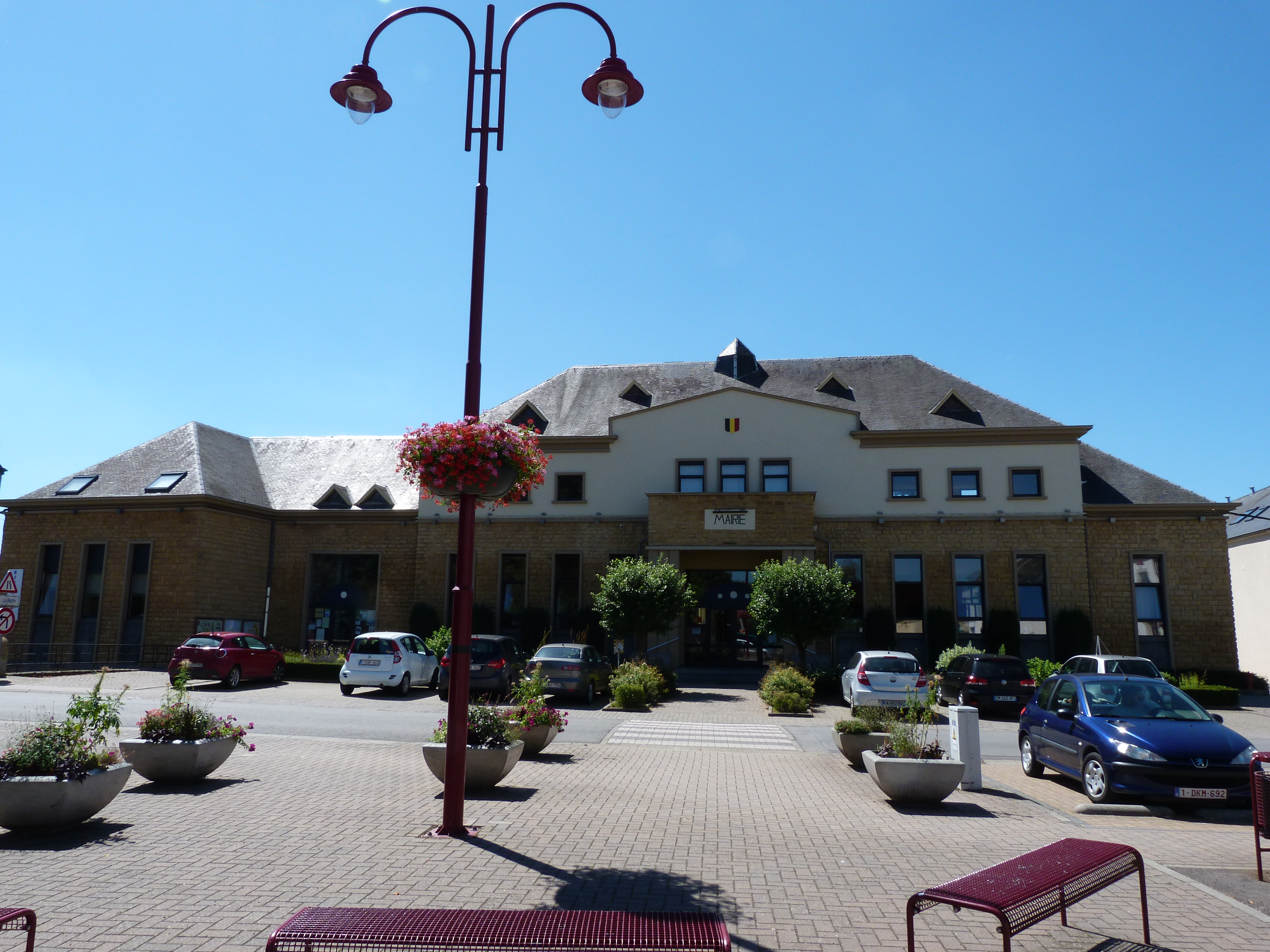
De par sa proximité avec la France et selon les traditions gaumaises, l'hôtel de ville de Musson est appelé « Mairie ».

### Géologie
La commune fait partie de la Lorraine belge, seule région géologique du Jurassique (Mésozoïque) de Belgique. Elle fait en outre partie de la Gaume, sous-région où la langue vernaculaire traditionnelle est le gaumais.

### Cours d'eau
Le village est traversé d’est en ouest par la Batte, une rivière affluent de la Vire. Aucun des ruisseaux de la commune n'est navigable.

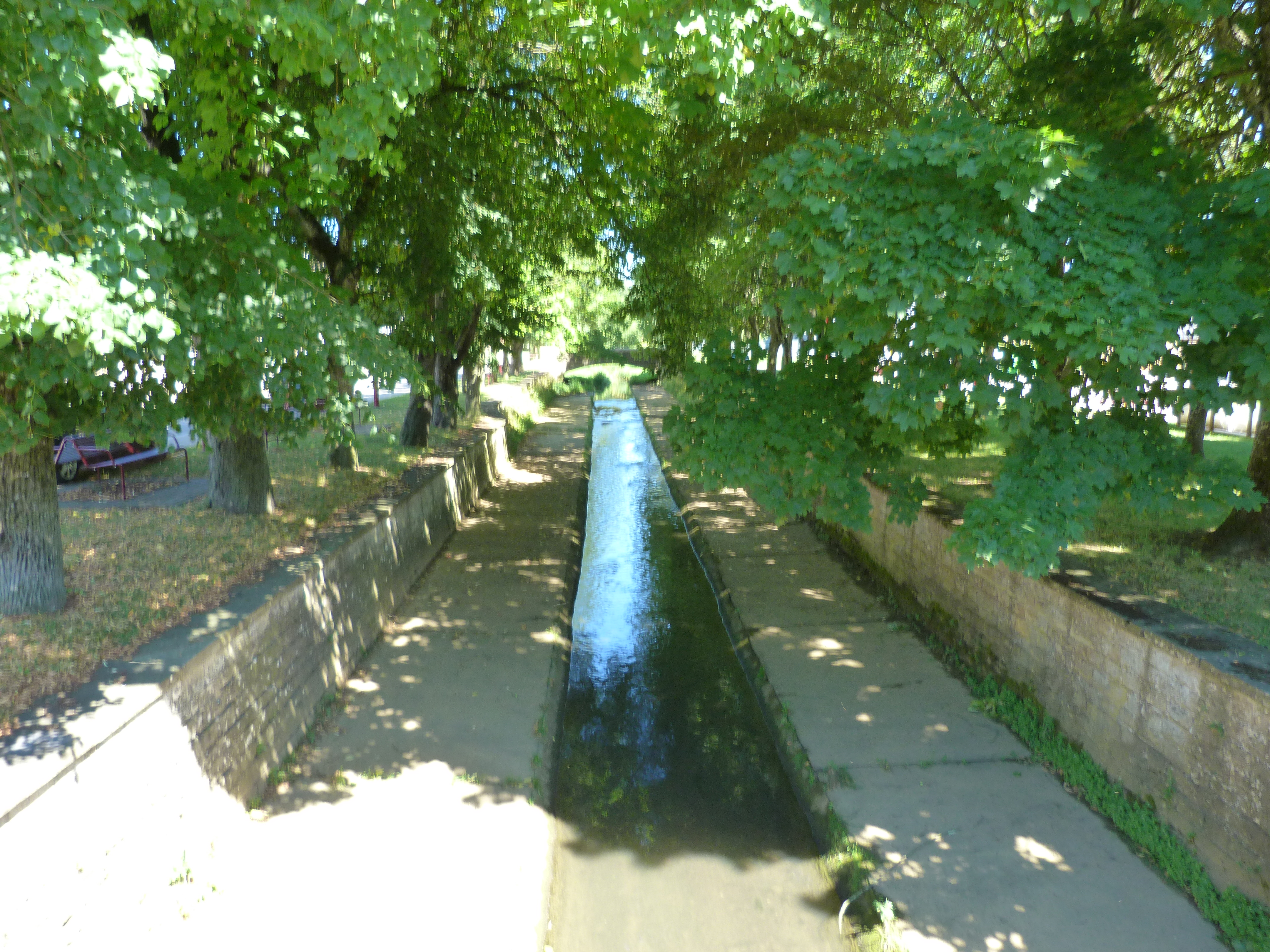
La Batte, traverse Musson puis se jette dans la Vire.

### Sections de commune et villages
La commune se compose des sections suivantes : Musson, Mussy-la-Ville et des villages de Signeulx, Willancourt, Baranzy et Gennevaux.
| # | Section        | Superf. (km²) | Habitants (2020) | Habitants par km² | Code INS |
| - | -------------- | ------------- | ---------------- | ----------------- | -------- |
| 1 | Musson         | 20,74         | 2.944            | 142               | 85026A   |
| 2 | Mussy-la-Ville | 14,63         | 1.714            | 117               | 85026B   |

En outre, plusieurs anciens villages ou hameaux ont disparu ou ont été englobés par d'autres. C'est notamment le cas de :
- Dézémont (englobé par Baranzy) ;
- Icourt ;
- Godincourt ;
- Maincourt.

### Communes limitrophes
La commune est délimitée au sud par la frontière française qui la sépare du département de Meurthe-et-Moselle et de la région Lorraine.
|                            | Saint-Léger     |                            |
| Virton                     | Musson          | Aubange                    |
| Ville-Houdlémont ( France) | Gorcy ( France) | Cosnes-et-Romain ( France) |

## Démographie

### Évolution démographique avant la fusion de 1977
- Source: DGS, 1831 à 1970=recensements population, 1976= habitants au 31 décembre

### Évolution démographique de la commune fusionnée
En tenant compte des anciennes communes entraînées dans la fusion de communes de 1977, on peut dresser l'évolution suivante:
Les chiffres des années 1831 à 1970 tiennent compte des chiffres des anciennes communes fusionnées.
- Source: DGS , de 1831 à 1981=recensements population; à partir de 1990 = nombre d'habitants chaque 1 janvier[3]

Les différentes localités de la commune, classées par nombre d'habitants au 1er janvier 2020 :
- Musson : 1 863
- Mussy-la-Ville : 1 178
- Baranzy : 748
- Signeulx : 565 (en 2011)[5]
- Willancourt : 349
- Gennevaux : 49

### Le village de Musson
Le village de Musson en lui-même compte, au 1er janvier 2013, une population de 1 794 habitants dont 864 hommes et 930 femmes. On dénombre également 193 étrangers.

## Histoire

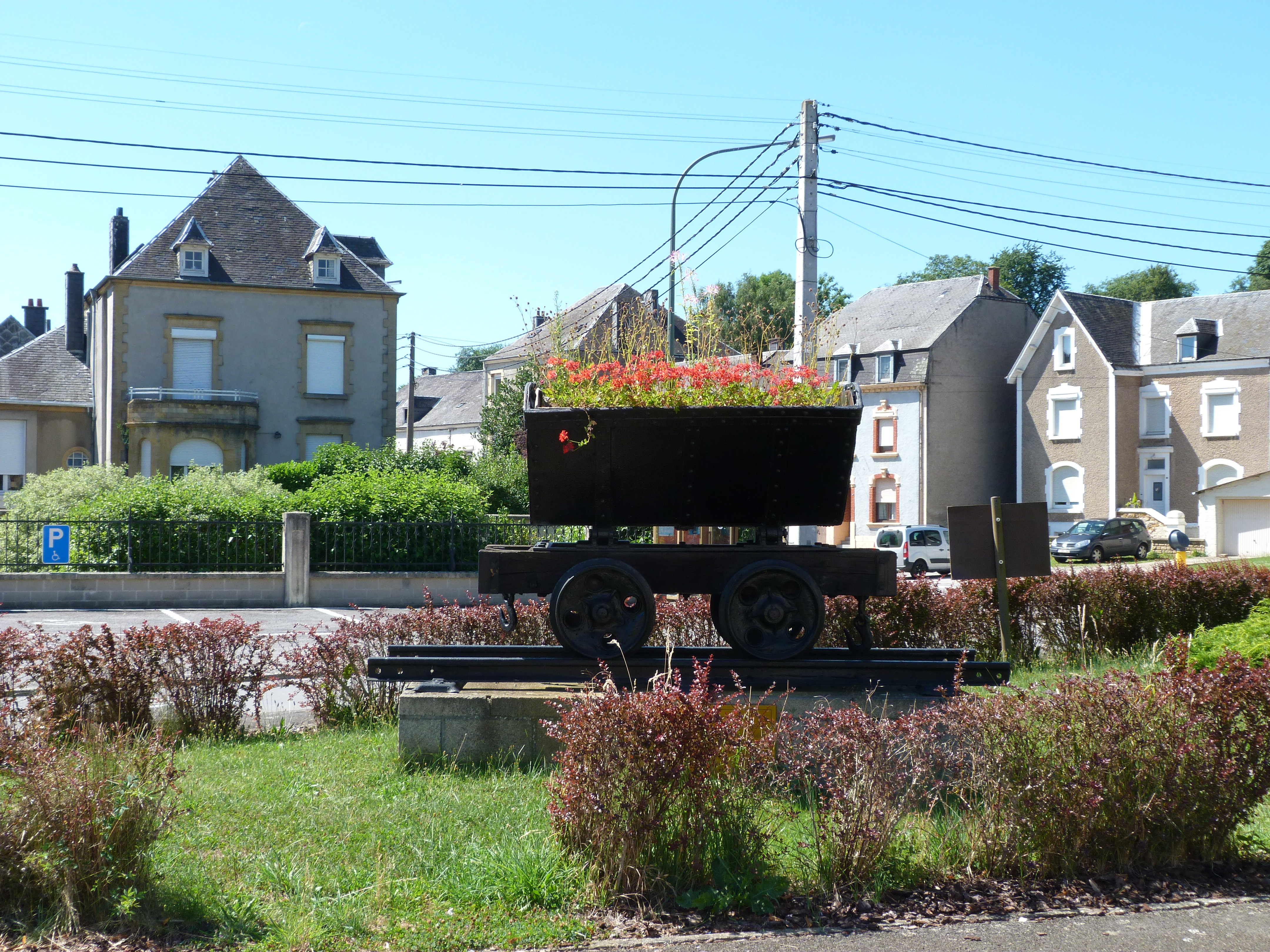
Un charriot servant autrefois à transporter le minerai depuis les mines de fer des alentours est exposé sur la place de Musson en guise de souvenir de l'époque d'or de la région au temps de la sidérurgie et de la métallurgie.

### Période belge
En 1877 est inaugurée la ligne de chemin de fer de Signeulx à Gorcy. Celle-ci étant reliée à la ligne 165 depuis la gare de Signeulx. La prolongation de cette dernière jusqu'à Athus est effectuée en 1878 par les Chemins de fer de l'État belge qui ouvrent la gare de Musson en 1881. Elle fera plus tard partie du tronçon de la ligne « Athus-Meuse », boostée par le développement de la sidérurgie dans la région avec les usines d'Athus, d'Halanzy et de Musson ainsi que leurs mines de fer environanntes.

### Guerres mondiales
Lors de la Première Guerre mondiale, Musson fut ravagée par les atrocités allemandes commises lors de la Bataille des Frontières, particulièrement le 22 aout 1914. bien que les combats n'affectassent pas le village, celui-ci fut incendié par les troupes allemandes, ce qui détruisit une partie de l'église ainsi que 118 maisons sur les 255 recensées à l'époque. Douze civils furent également tués et 148 furent déportés en Allemagne.
Lors de la Seconde Guerre mondiale, le 11 mai 1940, un combat oppose la Wehrmacht à l'armée française dans le bois de Musson, au sud du village, sur la cuesta délimitant la frontière entre la France et la Belgique. Cinq soldats français y trouvent la mort dont, parmi eux, Guy de Larigaudie, un routier scout de France, écrivain, explorateur, conférencier et journaliste, alors rattaché au 25e groupe de reconnaissance à cheval. Une stèle fut érigée en leur mémoire à l’endroit de leur mort.

### Sidérurgie
L'histoire récente de Musson fut fortement lié à la sidérurgie et notamment à son usine et à sa mine lors des XIXe et XXe siècles. L'activité minière et sidérurgique s'arrêta cependant après la Seconde Guerre mondiale, dû à l'ouverture des frontières et à la concurrence déloyale des entreprises étrangères. Cette situation fut commune à beaucoup de localités de la région Lorraine, aussi bien au Grand-Duché de Luxembourg, qu'en France et en Belgique. Il existe aujourd'hui un musée  retraçant l'histoire de la mine du village ainsi que de celle du village voisin d'Halanzy.

## Héraldique
|  | La commune possède des armoiries. Blasonnement : De sable à trois étoiles à cinq rais d’or. Source du blasonnement : Lieve Viaene-Awouters et Ernest Warlop, Armoiries communales en Belgique, Communes wallonnes, bruxelloises et germanophones, t. 2 : Communes wallonnes M-Z, Communes bruxelloises, Communes germanophones, Bruxelles, Dexia, 2002. |

## Politique et administration

### Conseil et collège communal 2024-2030
| Collège communal    |                     |                              |
| ------------------- | ------------------- | ---------------------------- |
| Maire (bourgmestre) | Sylvie Guillaume    | PS - Action Commune          |
| 1er Échevin         | Christopher Bonnier | Les Engagés - Action Commune |
| 2e Échevine         | Nathalie Heyard     | PS - Action Commune          |
| 3e Échevin          | Daniel Guebels      | Les Engagés - Action Commune |
| Présidente du CPAS  | Maria Vitulano      | PS - Action Commune          |

### Sécurité et secours
La commune fait partie de la zone de police Sud-Luxembourg pour les services de police, ainsi que de la zone de secours Luxembourg pour les services de pompiers.

## Patrimoine et culture

### Culture

#### Cultes
Musson est une commune majoritairement catholique. Elle fait partie du diocèse de Namur et du doyenné de Virton. Les paroisses sont : la Sainte-Famille (Baranzy), Saint-Martin (Musson), Saint-Pierre (Mussy-la-Ville), Notre-Dame (Signeulx) et Saint-Walfroid (Willancourt).

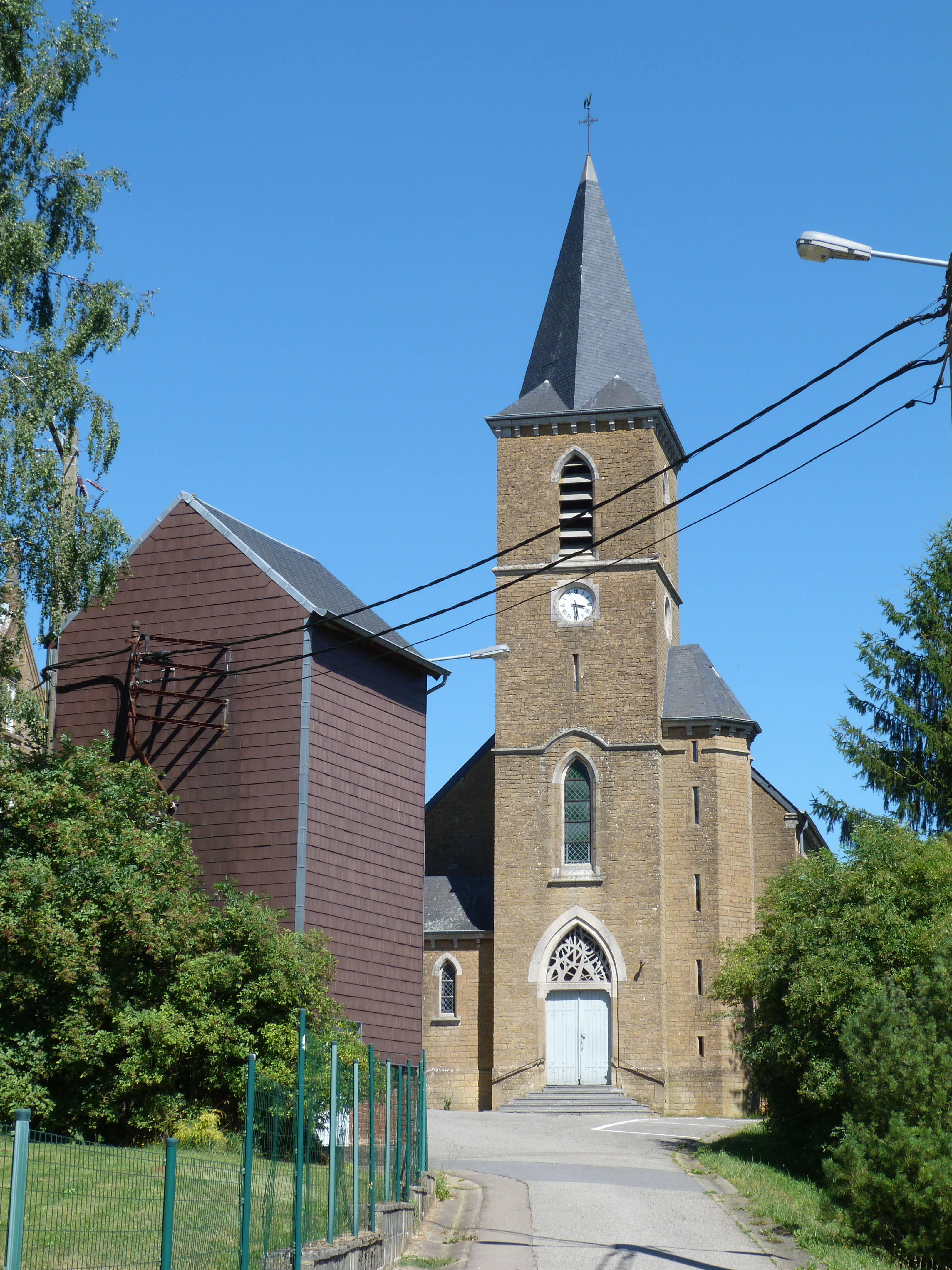
L'église de la Sainte-Famille de Baranzy.
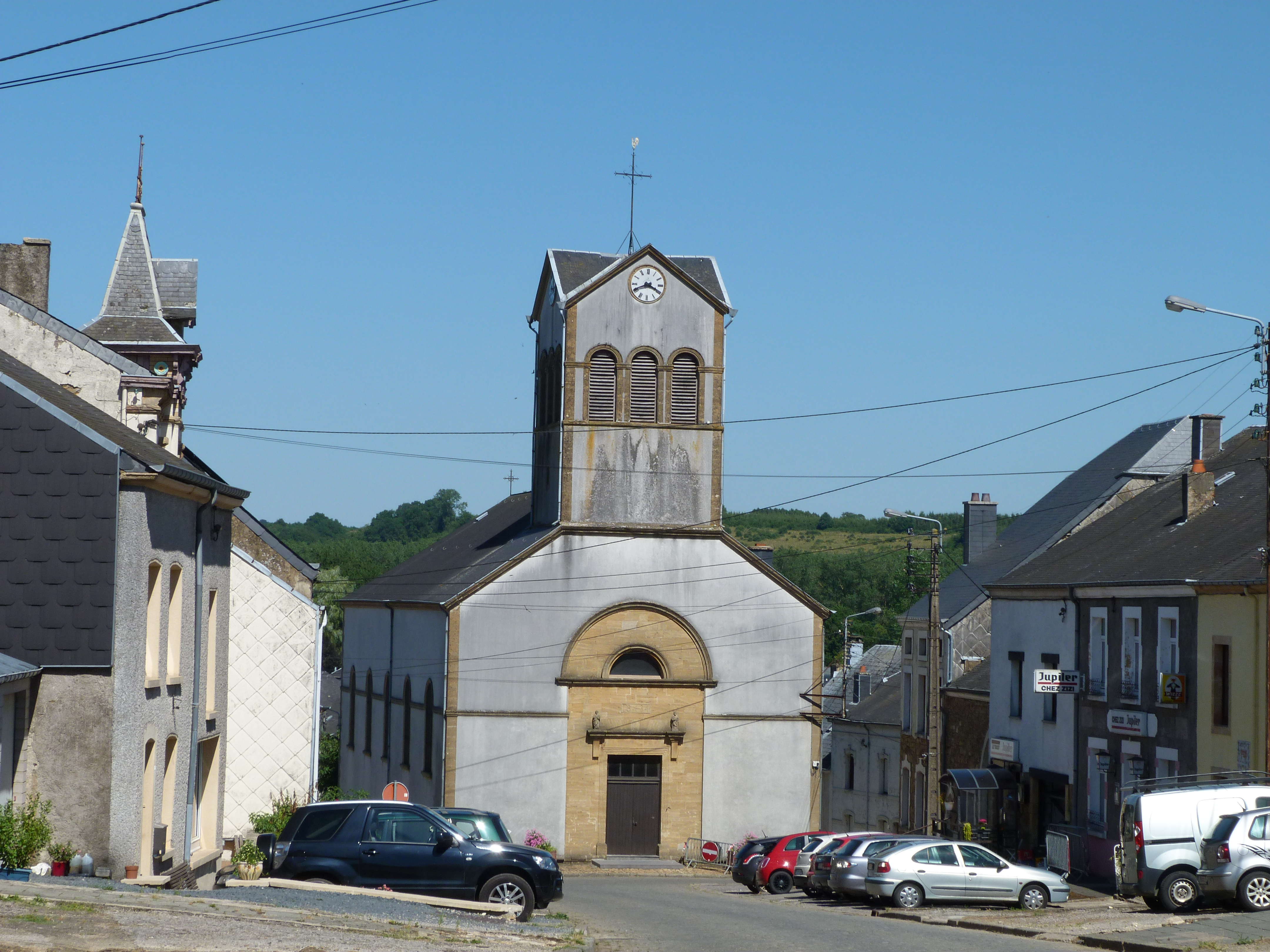
L'église Saint-Pierre de Mussy-la-Ville.
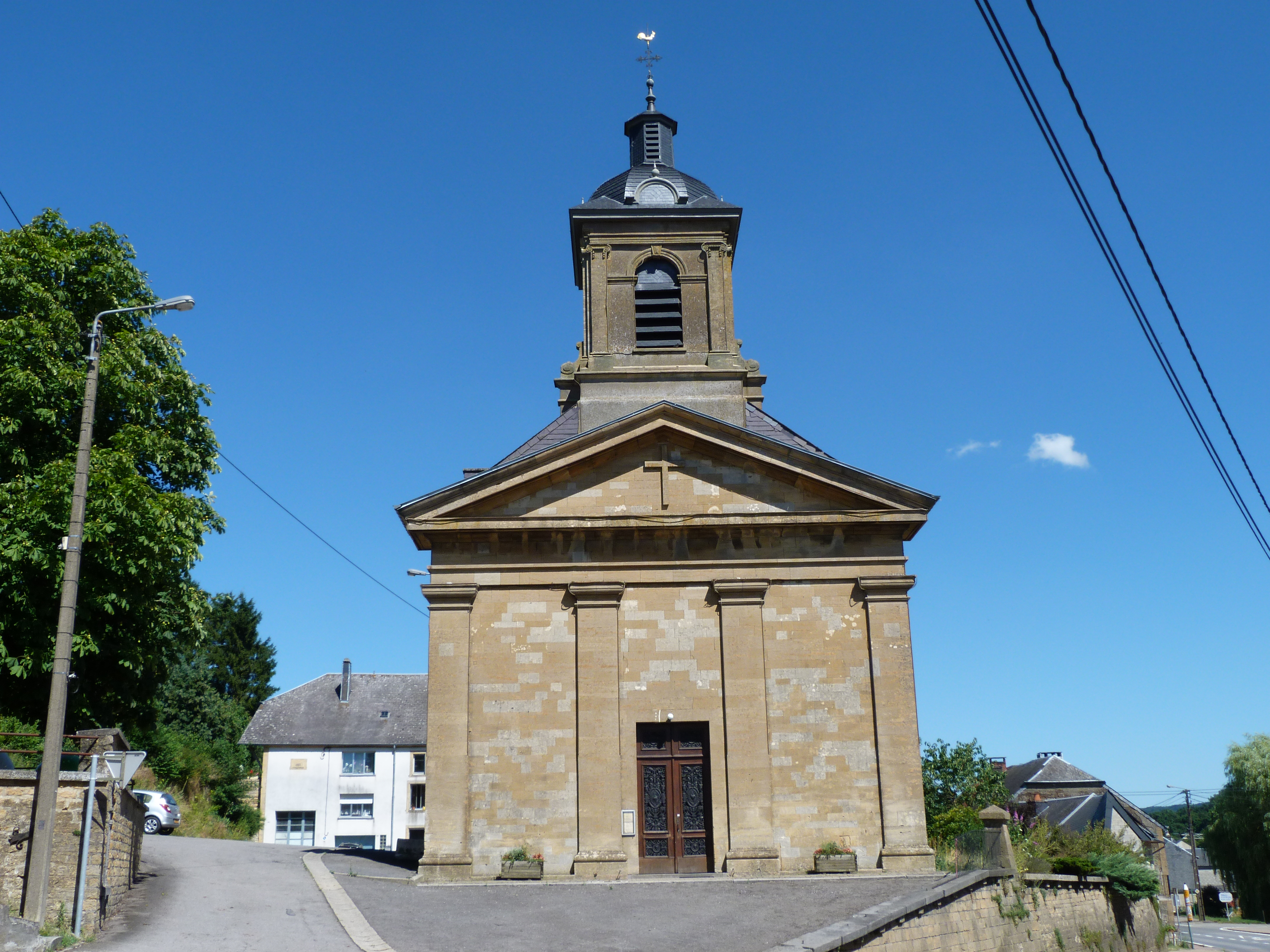
L'église Notre-Dame de Signeulx.

## Économie

### Transports

#### Route
La commune et le village sont traversés d'ouest en est par la nationale 88 qui relie Florenville à la frontière luxembourgeoise à Athus (Aubange). Un projet de contournement des villages est à l'étude depuis des années à la demande des riverains mais aucun chantier n'est encore prévu.

#### Rail

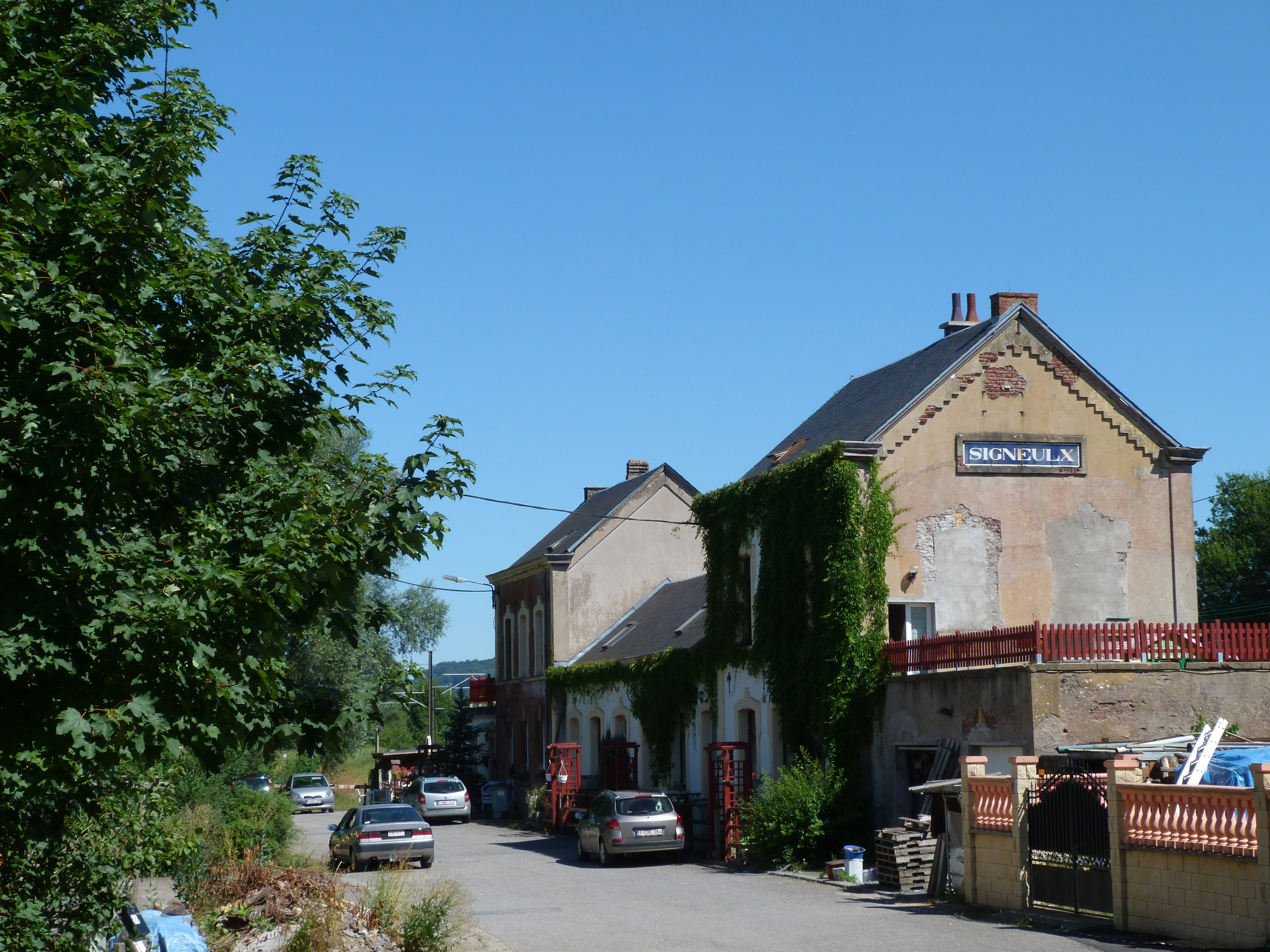
La gare de Signeulx est la seule gare située sur le territoire de la commune mais n'est plus en activité, c'est aujourd'hui une résidence privée.

Musson est traversée par la ligne ferroviaire 165 (dite « L'Athus - Meuse ») qui relie Aubange à Virton, Bertrix et Libramont-Chevigny. Cependant, plus aucune gare n'est ouverte sur le territoire de la commune malgré les efforts, notamment de l'association « Les amis du rail d'Halanzy », pour rouvrir celle de Signeulx.
Deux bâtiments existent encore:
- La gare de Musson
- La gare de Signeulx

## Sports et vie associative

### Sports
Musson dispose d'un complexe sportif multisports à la rue de France.

## Personnalités

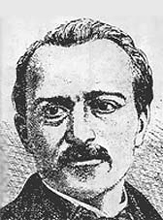
Étienne Lenoir est né à Mussy-la-Ville en 1822.

- Étienne Lenoir (1822-1900), né à Mussy-la-Ville, ingénieur, inventeur du premier moteur à combustion interne utilisable.
- François-Auguste Mouzon (1822-1896), né à Musson, décédé à Bruges, auteur de nombreux manuels scolaires, directeur de l'école moyenne de l'État à Bruges.
- Georges Goffinet (1915-1945) était un abbé membre de la résistance. Il fut fusillé à la libération. La place de Musson porte son nom.
- Guy de Larigaudie, (1908-1940), scout français et écrivain, trouva la mort au combat à Musson le 11 mai 1940.